# Mbaye (Sara)
Du point de vue de l'ethnologue, les Mbaye (ou Mbay, Mbaï) sont une ethnie du peuple Sara, comme les Sar(a) Madjingaye, les Goulaye, les Na(n)r, les Ngam(a), les Gor, les Ngambaye, les Sara Kaba…

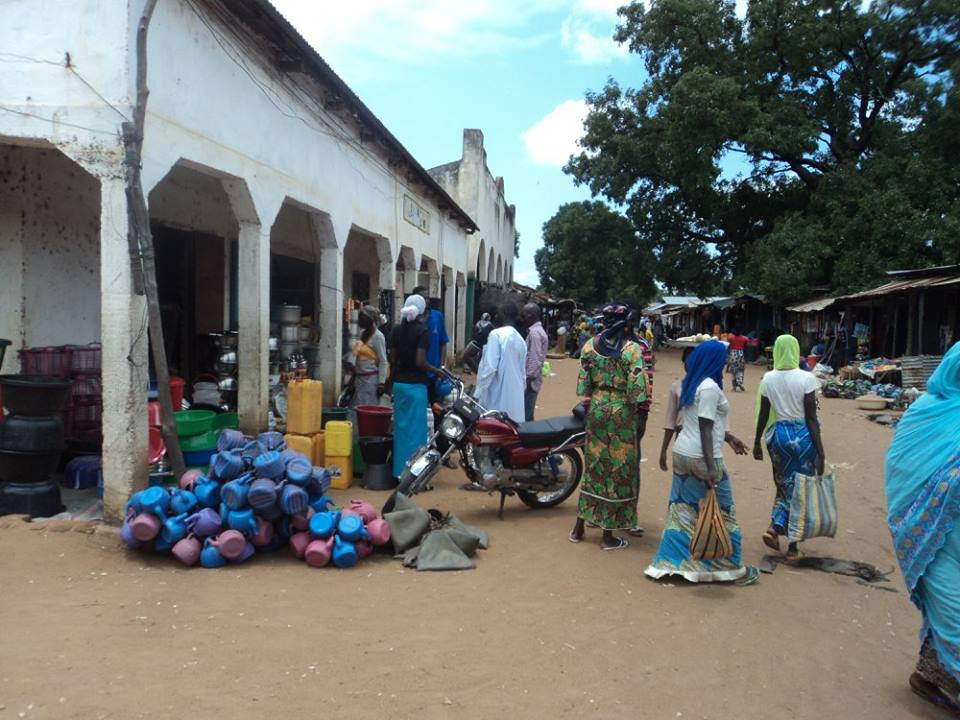
Vue du marché de Moïssala, en août 2016

Les Mbaye sont établis dans le Sud du Tchad, à cheval sur la frontière avec la Centrafrique.

## Origine
Les migrations sara sont inséparables de celles des Kenga et Baguirmi, les peuples qui leur sont le plus apparentés. À la suite des bouleversements politiques au Soudan du XVIe siècle, Kenga et Baguirmi se déplacent vers le Guéra (au Tchad).
Les Sara auraient migré depuis le Bahr el-Ghazal nilotique vers la corne de Centrafrique (Dar Kouti), peut-être à la même époque que les Kenga.
Les tribus sara les plus anciennement implantées au Tchad sont les Ngambaye (au Logone), les Mbaye et les Ngam(a) (au Moyen-Chari). Leur implantation remonte aussi loin que l’arrivée des Kenga au Baguirmi et les premiers chefs Baguirmiens de Massénya. Ces premières tribus empruntent probablement le héros civilisateur Sou aux Mandja et Banda.
Mouroum (Laï), Sar (Bédaya), Goulaï et Kaba-Démé arrivent plus tard, au XVIIIe – début XIXe siècle. Ils s’installent plus au nord. Cette deuxième vague de migrations s’est effectuée à l’intérieur du Tchad.

## Géographie
Les Mbaye forment l'entité ethnique majoritaire du département du Bahr-Sara (chef-lieu Moïssala). Si les Ngama sont ceux chez qui Sou, le héros civilisateur sara, est tombé du ciel, ce sont les Mbaye qui auront contribué le plus à répandre sa légende en milieu sara. Sous la plume des ethnologues de la période coloniale, on retrouve souvent l'expression Mbaye Moïssala opposée à Mbaye Doba et Mbaye Bédjondo. Cependant, les peuples Mongo et Gor respectivement ainsi mentionnés par ces deux dernières appellations ne s'y identifient pas.
Installés en zone de forêt secondaire claire et de savane, les Mbaye, comme la totalité des peuples sara, sont avant tout agriculteurs. Les principales cultures sont des produits vivriers parmi lesquels divers tubercules (igname, manioc), le mil et le sorgho. Le coton s’est imposé comme culture de rente depuis la colonisation.

## Organisation

### Organisation sociale
Dans l’organisation traditionnelle, l’unité politique de base est le village. Chaque village, composé de familles patrilinéaires, est indépendant. Un conseil d’anciens assiste le chef de village qui détient en outre des pouvoirs rituels importants, et notamment celui de diriger les cérémonies d’initiation masculine, le ndo bessi. Le chef de village est en milieu Mbaye une autorité récente, née de la nécessité d'interlocution entre l'administration coloniale et les populations villageoises. La société Mbaye pré-coloniale est plutôt acéphale.

### Organisation clanique
On distingue six clans Mbaye parlant plusieurs formes dialectales de la langue Mbaye :
- Les Bédjou: de loin les plus nombreux, les Bédjou habitent Moïssala, Dilingala, Dakou, Bessara et Sangoulou[5];
- Les Kan habitent le canton Koldaga;
- Les Ngoka (ou Mbang) habitent Bépili et Beyndi;
- Les Bédégue (appelés aussi Sol) habitent le canton Dembo jusqu'à la frontière centrafricaine;
- Les Mougho habitent les villages compris entre les Kan et les Ngoka, chez les Nguénaye;
- Les Bat: proches des Bédjou, ils habitent Doubadéné et Békourou. Le dialecte Bat est identique au Bédjou.

Souvent associés aux Mbaye, les Yanbod semblent être ethniquement des Gor venus de Bodo (leur nom viendrait alors de "Yan Bodo" signifiant "quitter Bodo"). Sur le plan linguistique, ils sont plus proches des Mbaye. Ils sont considérés comme une tribu sara à part entière.

### La confrérie des hommes-lions

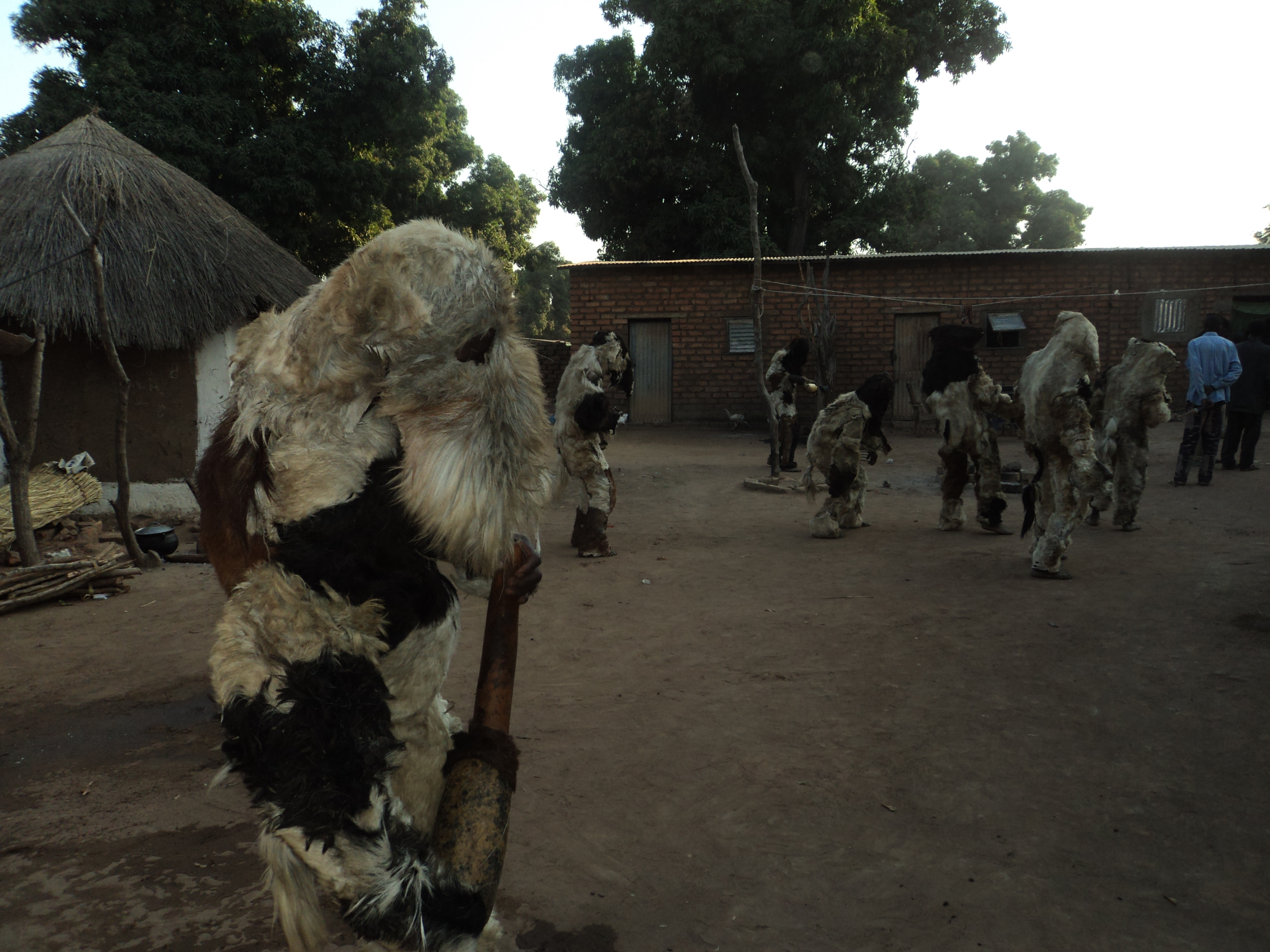
Hommes-lions à Moïssala (Tchad), lors des festivités du centenaire de la ville (décembre 2012)

La confrérie des hommes-lions, est une société secrète très crainte qui existe chez certains peuples sara du sud du Tchad. On la retrouve chez les Mbaye (particulièrement chez les Bédjou à Nara à 10km de DIlingala chez le Chef Ndotam, le grand-pere maternel de l'enarque et Administrateur Kodjim Asdodji Amos), les Daye, les Nar, les Bédjond et les Kon-Ngam (Ngam de l’Ouest). Lors des opérations, les membres sont recouverts (presque) entièrement de peaux de chèvres ou d’animaux sauvages, portent des semelles de bois imitant les empreintes des lions et soufflent dans des calebasses en forme de gourde.
Cette société joue le rôle de police secrète au service de chefs de terre qui s’en servent pour se débarrasser d’individus nuisibles à la vie sociale : sorciers, brigands, personnes maintes fois coupables d’adultères, etc. Cependant, elle peut dégénérer aussi en une horde de tueurs à gage. Les hommes-lions pratiquent aussi des chasses collectives où tous les animaux rencontrés sont tués et entièrement consommés en brousse. Ils excellent dans l’art du camouflage et de l’hypnotisme.
L’adhésion à la société se fait de deux manières. Par filiation : un fils d’homme-lion est de facto admissible dans la société. Ou par vocation : on fait une demande expresse d'adhésion lorsque l’on ne peut se réclamer d’une ascendance ayant fait partie de la société. Dans tous les cas, le candidat doit subir des épreuves initiatiques où  force, intrépidité et courage prévalent : il apprend ainsi à tuer un animal de n’importe quelle taille d’un seul coup de sagaie, à courir avec un gros tronc d’arbre au dos, à manier habilement l'hameçon servant à la chasse des hommes-lions, à souffler dans la calebasse-gourde, etc. Comme toute société secrète, la règle d’or est l’omertà, la loi du silence.
Plusieurs tabous réglementent leurs vies. Une blessure à la hache leur est mortelle. Comme autre tabou, il est interdit de traverser la cour d’un homme-lion en roulant un cerceau ou de le frapper avec une tige de mil.
L’influence des hommes-lions a commencé à décroitre au milieu des années 1950 sous l’action conjuguée du christianisme, qui y voit des pratiques diaboliques, et de l’administration coloniale, qui seul détient désormais le droit de vie ou de mort sur les administrés. La société reste la principale attraction lors des grandes manifestations culturelles Mbaye comme lors du Centenaire de la ville de Moïssala en décembre 2012.

## Religion
Les Mbaye sont de nos jours pour la plupart chrétiens (protestants ou catholiques), avec des minorités animistes ou musulmanes. Le Recensement Général de la Population et de l'Habitat de 2009 au Tchad (RGPH2) donne ainsi 34,0% de protestants, 39,2% de catholiques, 6,2% d'animistes et 4,9% de musulmans parmi les 218 390 habitants du département du Bahr-Sara. Ce sont les cultes traditionnels, bien que marginaux, que nous présentons ici.
Traditionnellement, les peuples Sara reconnaissent tous un esprit bienfaisant, créateur des hommes, parfois dieu de l’orage et de la pluie. Il est nommé Lou(w)a (ou  Louba) chez les Mbaye.  Ce dieu suprême a été très vite assimilé à Allah chez les musulmans ou au Dieu chrétien. À cette divinité est associé Kadə̀ (« soleil »). Ce dernier est le dieu de la fertilité et de la fécondité. Kadə̀ bénéficie d’un culte car intervenant dans la vie des hommes, il peut leur nuire au cas où il n’est pas honoré. Considéré comme toujours bienfaisant, Loua ne bénéficie pas de culte.
```
Sou est le héros civilisateur. Il a appris aux Sara la culture, les outils, les armes, le feu, l’initiation. C’est un personnage ambigu : il apparaît souvent comme un destructeur de ce que 
Loua 
 crée. Dans les contes, il apparaît comme un farceur.
```

Au niveau du culte familial, on trouve :
- Le culte des mânes (má̰-dèē) : Après le grand sacrifice de levée du deuil, chez les Mbaye, on dresse, en dehors du village, une hutte en branchages pour les morts, kuji-ma-de-gə̀ ("la maison des mânes"). On y fait chaque année une offrande de boule de mil et de poisson, accompagnée d’une prière pour les morts.

- Le culte des jumeaux (ndinga-gə̀) : Contrairement aux autres Sara, les Mbaye pratiquent ce culte indifféremment à la naissance de tous leurs enfants, jumeaux ou non. Ce culte consiste essentiellement en l’offrande des prémices, quatre fois par an : mil rouge (wa), en décembre, après la récolte; sésame en mars ; huile de karité en juin et mil hâtif (goji) en octobre[4].

## Langue
La langue Mbay (avec ses différentes formes dialectales) fait partie des langues Sara qui sont classées dans le groupe de langues Chari-Nil de l’ensemble Nilo-Saharien.
Quelques phrases et expressions en Mbaye:
- lapia: bonjour (emprunté au Haoussa, une langue de l'Afrique de l'Ouest, à travers la religion)
- lalé: bonjour (réponse)
- tɔ̀'i ì rí ? : Comment t'appelles-tu?
- tɔ̀'m ì Sú: Je m'appelle Sou
- mí Mbaye: Je suis Mbaye
- ādə̄-m̄ màn̄ tə́ m-ā̰y: Donne-moi de l'eau à boire
- mí : Moi
- Lobimba: Hebergement, hotel
- Losayan mba: Restauration, Restaurant
- Kira, djo, mita, sô, mi, kibodjide't, tanaymita djidjo, djikira, kla : Compter de un à 10 en Mbay